# Patranomodon
Patranomodon es un género extinto de pequeños terápsidos anomodontos que vivieron en el Pérmico medio del Karoo, Sudáfrica.

## Características
Patranomodon está considerado, junto a Anomocephalus, uno de los anomodontos más basales; los anomodontos basales difieren de los dicinodontos especialmente por la presencia de dientes marginales bien desarrollados. Su dentición es aun poco conocida pero aparentemente carece de especialización alguna para el herbivorismo. En ausencia de los datos aportados por la dentición, es difícil saber los hábitos alimenticios de este anomodonto, pero ciertas características craneales, como el hocico corto se dan en general en tetrápodos herbívoros. Patranomodon carece de la articulación mandibular típica de los dicinodontos, y tiene una superficie articular en forma de tornillo entre el cuadrado y  el articular.